# ناراکا (هندوئیسم)

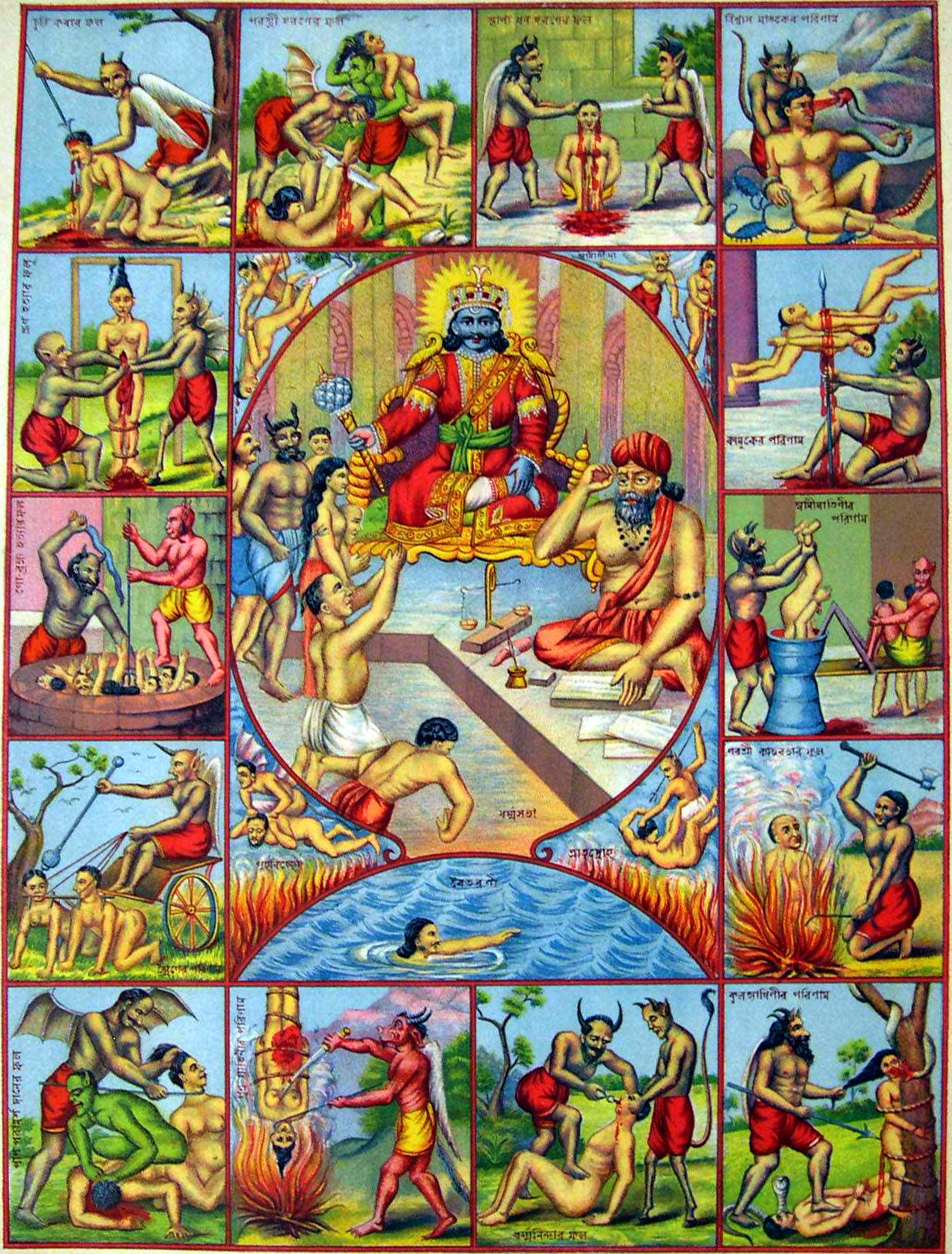
پانل مرکزی یاما (اسطوره)، خدای مرگ را به تصویر می‌کشد که چیتراگوپتا و یامادوتاس به کمک آن‌ها مردگان را قضاوت می‌کنند. پانل‌های دیگر قلمرو/جهنم‌های مختلف ناراکا را به تصویر می‌کشند.

ناراکا (سانسکریت: नरक) که یامالوکا نیز نامیده می‌شود، معادل هندوئیسم برای دوزخ است، جایی که گناهکاران پس از مرگ عذاب می‌شوند. همچنین محل اقامت یاما (اسطوره)، خدای مرگ است. توصیف شده‌است که در جنوب کیهان و در زیر زمین قرار دارد. تعداد و اسامی جهنم‌ها و نیز نوع گناهکارانی که به جهنم خاصی فرستاده می‌شوند، از متنی به متن دیگر متفاوت است. با این حال، بسیاری از متون مقدس ۲۸ جهنم را توصیف می‌کنند.